# Keratotomie radială
Există diverse tipuri de intervenții chirurgicale pentru tratarea miopiei care pot modifica forma corneei pentru a reorienta lumina direct pe retină. 
Scopul intervenției chirurgicale este de a permite persoanelor diagnosticate cu miopie sa vadă clar, fără lentile de corecție. 
Majoritatea medicilor consideră că în urma operației de miopie o persoană se poate bucura de o vedere de 20/40 sau chiar mai bună. Cei care au o vedere de 20/40 sau chiar mai bună pot conduce o mașină fără lentile de corecție.
Keratotomia radiala (RK) este folosită cu mare succes pentru persoanele care suferă de miopie moderată și ușoară (mai puțin de trei dioptrii). Deși este încă folosită în unele cazuri, aceasta a fost înlocuită în cele mai multe dintre cazuri de LASIK si PRK.